# Lockdown (2016)
Pour les articles homonymes, voir Lockdown.
L'édition 2016 de Lockdown est une manifestation de catch (lutte professionnelle) enregistrée le 30 janvier 2015 (et retransmise le 23 février) à la Wembley Arena à Londres en Angleterre. Il s'agit de la dixième édition de Lockdown. C'est la seconde fois que cet événement est retransmis gratuitement à la télévision.

## Contexte
Les spectacles de la Total Nonstop Action Wrestling en paiement à la séance sont constitués de matchs aux résultats prédéterminés par les scénaristes de la TNA. Ces rencontres sont justifiées par des storylines - une rivalité avec un catcheur, la plupart du temps - ou par des qualifications survenues dans les émissions de la TNA telles que TNA Xplosion et TNA Impact!. Tous les catcheurs possèdent une gimmick, c'est-à-dire qu'ils incarnent un personnage face (gentil), heel (méchant) ou tweener (neutre, apprécié du public), qui évolue au fil des rencontres. Un pay-per-viewcomme Lockdown est donc un évènement tournant pour les différentes storylines en cours.

## Tableau des matchs
| # | Matchs,                                                                  | Stipulations                                                         | Durée |
| - | ------------------------------------------------------------------------ | -------------------------------------------------------------------- | ----- |
| 1 | Beer Money Inc. (Bobby Roode et James Storm) battent Bram et Eric Young  | Ultimate X match                                                     | 8:33  |
| 2 | Trevor Lee (c) (avec Shane Helms) bat Tigre Uno                          | Six Sides of Steel match pour le TNA X Division Championship         | 6:14  |
| 3 | The Dollhouse (Jade, Marti Bell et Rebel) battent Gail Kim et Velvet Sky | 3 on 2 Handicap Lethal Lockdown                                      | 11:15 |
| 4 | Odarg The Great bat Eli Drake (avec Jessie Godderz)                      | Six Sides of Steel match                                             | 6:40  |
| 5 | Matt Hardy (c) (avec Tyrus) bat Ethan Carter III                         | Six Sides of Steel match pour le TNA World Heavyweight Championship. | 11:35 |